# Трощенко, Владимир Николаевич
Владимир Николаевич Трощенко (укр. Трощенко Володимир Миколайович; 1954, Ленинград - 2021, Одеса) — советский, российский и украинский артист балета, хореограф и педагог. Заслуженный артист Чувашской Республики.

## Биография
Родился 12 августа 1954 года в Ленинграде.
Балетом Владимир занимался со школы: посещал балетную школу при оперном театре. В 1973 году окончил Ленинградское хореографическое училище им. А. Вагановой (ныне Академия русского балета имени А. Я. Вагановой), в 1992 году — балетмейстерский факультет Московского института театрального искусства им. А. В. Луначарского (ныне Российский институт театрального искусства — ГИТИС).
С 1973 года работал солистом балета в Чувашском музыкальном театре (ныне Чувашский государственный театр оперы и балета). По окончании карьеры артиста балета, в 1989—1994 годах являлся балетмейстером-постановщиком, в 1994—1998 годах — главным балетмейстером театра, продолжая ставить спектакли и иногда исполняя главные роли в них.
С 1999 по 2009 год В. Н. Трощенко — главный балетмейстер Одесского театра оперы и балета, с 2009 года — преподаватель ныне Южноукраинского национального педагогического университета имени К. Д. Ушинского в Одессе и одновременно с 2005 года — руководитель антрепризы «Театра русского классического балета» (укр. «Театр класичного та сучасного балету») в Одессе.
В Чувашском музыкальном Владимир Трощенко театре исполнял главные партии в балетах зарубежных и российских композиторов, затем осуществил хореографические постановки и поставил ряд балетов. Был автором постановок и либретто в Одесском театре оперы и балета. Внёс вклад в развитие чувашского хореографического искусства, в частности, поставил в 1998 году балет Л. В. Чекушкиной «Зора».
Являлся старшим преподавателем кафедры музыкального искусства и хореографии Южноукраинского педагогического университета.
Автор нескольких работ, включая «Основні аспекти створення художнього образу в сучасному танці». Заслуженный артист Чувашской АССР (1985) и лауреат премии Комсомола Чувашии им. М. Сеспеля (1981). В 2007 году был удостоен Почётной грамоты Губернатора Одесской области (за заслуги в области хореографии).
Скончался 5 декабря 2021 года в Одессе.

## Награды
- Почетное звание "Заслуженный артист Чувашской АССР".
- Лауреат премии организации ВЛКСМ Чувашской АССР (1981)